# Jaroslav Otevřel
Jaroslav Otevřel (* 16. září 1968 v Uherském Brodě, Československo) je bývalý český profesionální hokejista, který kvůli zranění hlavy z 11. února 1996 z finské ligy ochrnul. Odchovanec zlínského hokejového klubu nastupoval i v NHL za San Jose Sharks.
Dnes žije ve Zlíně s manželkou Martinou a dcerou Terezou.

## Kariéra
Otevřel se poprvé objevil v sestavě TJ Gottwaldov v nejvyšší soutěži v ročníku 1987/88. V dresu zlínského klubu nastupoval až do roku 1992 kromě ročníku 1989/90, kdy narukoval a rok hrál za trenčínskou Duklu.
V roce 1992 se rozhodl vstoupit do organizace klubu NHL San Jose Sharks, tento klub jej rok předtím draftoval a teprve tvořil své mužstvo, protože do ligy vstoupil v roce 1991. Otevřel nastupoval ale spíše za Kansas City Blades, farmářský celek Sharks v IHL. V NHL sehrál hráč pouze 16 utkání a tak zvolil v létě 1994 návrat do Evropy, kde oblékal dres finského celku Ässät Pori až do osudného zranění v utkání s klubem JYP Jyväskylä. Jeho zaměstnavatel vyřadil číslo 89, které český hráč oblékal, ze sady dresů.
Byl prvním českým nebo slovenským hokejistou, který oblékal dres San Jose Sharks. Není jediným zlínským odchovancem, kterého potkalo vážné poranění hlavy - v sezoně 1989/90 narazil hlavou o mantinel v dresu mateřského klubu obránce Luděk Čajka, který na následky zranění zemřel.
Otevřel nastoupil k jedenácti reprezentačním utkáním, ve kterých vstřelil jeden gól.

## Statistika
- Debut v NHL - 15. ledna 1993 (Detroit Red Wings - San Jose Sharks)
- První bod v NHL - 18. ledna 1993 (Boston Bruins - San Jose Sharks)
- První gól v NHL - 19. prosince 1993 (Quebec Nordiques - San Jose Sharks)

pozn: své zbývající dva góly v NHL dal 31. prosince 1993 na ledě Vancouver Canucks
| Sezona                | Klub                  | Soutěž                | Základní část | Základní část | Základní část | Základní část | Základní část | Play off | Play off | Play off | Play off | Play off |
| Sezona                | Klub                  | Soutěž                | Z             | G             | A             | B             | TM            | Z        | G        | A        | B        | TM       |
| --------------------- | --------------------- | --------------------- | ------------- | ------------- | ------------- | ------------- | ------------- | -------- | -------- | -------- | -------- | -------- |
| 1987/88               | Gottwaldov (Zlín)     | TCH                   | 32            | 4             | 7             | 11            | 18            | —        | —        | —        | —        | —        |
| 1988/89               | Gottwaldov            | TCH                   | 40            | 14            | 6             | 20            | 37            | —        | —        | —        | —        | —        |
| 1989/90               | Trenčín               | TCH                   | 43            | 7             | 10            | 17            | 20            | —        | —        | —        | —        | —        |
| 1990/91               | Zlín                  | TCH                   | 49            | 24            | 26            | 50            | 105           | —        | —        | —        | —        | —        |
| 1991/92               | Zlín                  | TCH                   | 36            | 14            | 12            | 26            | 44            | 4        | 0        | 3        | 3        | 0        |
| 1992/93               | San Jose Sharks       | NHL                   | 7             | 0             | 2             | 2             | 0             | —        | —        | —        | —        | —        |
|                       | Kansas City Blades    | IHL                   | 62            | 17            | 27            | 44            | 58            | 6        | 1        | 4        | 5        | 4        |
| 1993/94               | San Jose Sharks       | NHL                   | 9             | 3             | 2             | 5             | 2             | —        | —        | —        | —        | —        |
|                       | Kansas City Blades    | IHL                   | 62            | 20            | 33            | 53            | 46            | —        | —        | —        | —        | —        |
| 1994/95               | Ässät Pori            | FIN                   | 50            | 13            | 18            | 31            | 26            | 7        | 1        | 4        | 5        | 2        |
| 1995/96               | Ässät Pori            | FIN                   | 43            | 10            | 26            | 36            | 44            | —        | —        | —        | —        | —        |
| Celkem NHL            | Celkem NHL            | Celkem NHL            | 16            | 3             | 4             | 7             | 2             | —        | —        | —        | —        | —        |
| Celkem Československo | Celkem Československo | Celkem Československo | 200           | 63            | 61            | 124           | 224           | 4        | 0        | 3        | 3        | 0        |
| Celkem Finsko         | Celkem Finsko         | Celkem Finsko         | 93            | 23            | 44            | 67            | 70            | 7        | 1        | 4        | 5        | 70       |